# 63605 Budperry
63605 Budperry è un asteroide della fascia principale. Scoperto nel 2001, presenta un'orbita caratterizzata da un semiasse maggiore pari a 1,9050817 au e da un'eccentricità di 0,0945283, inclinata di 26,22542° rispetto all'eclittica.
L'asteroide è dedicato Bud Perry, principale finanziatore dell'Osservatorio Oakley dove è avvenuta la scoperta dell'asteroide.